# Tripolitanien

Flagge Tripolitaniens im 19. Jahrhundert

Flagge der Tripolitanischen Republik (1918–1922)

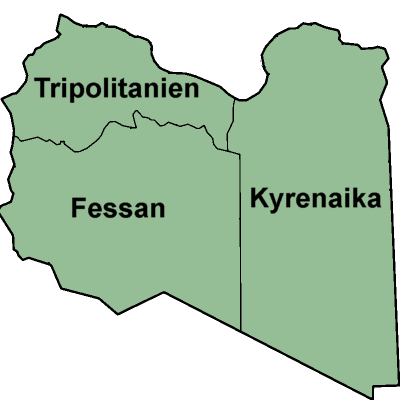
Die drei historischen Provinzen Libyens, mit Tripolitanien im Nordwesten

Tripolitanien (griechisch Τρίπολης Tripolis, deutsch ‚Dreistadt‘; arabisch إقليم طرابلس, DMG Iqlīm Ṭarābulus) war eine antike Landschaft im heutigen Libyen und ist eine der drei historischen Großprovinzen des Landes, neben der Kyrenaika im Osten und dem Fessan im Süden. Hauptstadt ist Tripolis, die Hauptstadt Libyens. Namensgebend waren die drei phönizischen Kolonien Leptis Magna, Sabrata und Oea, das heute den Namen Tripolis trägt.

## Geographie
Tripolitanien liegt im Nordwesten von Libyen und erstreckt sich etwa 800 km entlang der Mittelmeerküste. Im Westen grenzt Tripolitanien an Tunesien und Algerien, im Süden an Fessan, im Osten an die Kyrenaika und im Norden an das Mittelmeer. Die Landschaft gliedert sich in eine Küstenebene und das Bergland des Dschabal Nafusa. Das Bergland erstreckt sich hinter der Küstenebene über 300 km bis in die Gegend von Leptis Magna. Auf einer Fläche von 272.090 km² leben 3.642.999 Einwohner (Stand 2003). Durch das Abregnen der Wolken in den Höhen des Berglandes (bis 968 m) ist in den Küstenebenen Landwirtschaft ohne aufwendige Bewässerungsanlagen möglich.
Wichtige Wirtschaftszweige sind neben der Landwirtschaft die Erdölgewinnung, Gerbereien und Seifenfabriken.
Auf dem Gebiet der früheren Großprovinz Tripolitanien lagen bis 2007 16 der 32 Munizipien Libyens:
| Nr. | شعبية                   | Schaʿbiyya                      | Einwohner 2003 | Fläche km² |
| --- | ----------------------- | ------------------------------- | -------------- | ---------- |
| 5   | الجفارة                 | al-Dschifara                    | 289.340        | 1.940      |
| 9   | المرقب                  | al-Margub                       | 328.292        | 3.000      |
| 10  | النقاط الخمس            | an-Nuqat al-Chams               | 208.954        | 5.250      |
| 13  | الزاوية                 | az-Zawiya                       | 197.177        | 1.520      |
| 15  | بنى وليد                | Bani Walid                      | 77.424         | 19.710     |
| 18  | غدامس                   | Ghadames                        | 19.000         | 51.750     |
| 19  | غريان                   | Gharyan                         | 161.408        | 4.660      |
| 21  | مزدة                    | Mizda                           | 41.476         | 72.180     |
| 22  | مصراتة                  | Misrata                         | 360.521        | 2.770      |
| 23  | نالوت                   | Nalut                           | 86.801         | 13.300     |
| 24  | تاجوراء والنواحي الأربع | Tadschura’ wa-n-Nawahi al-Arbaʿ | 267.031        | 1.430      |
| 25  | ترهونة و مسلاته         | Tarhuna wa-Msalata              | 296.092        | 5.840      |
| 26  | طرابلس                  | Tripolis                        | 882.926        | 400        |
| 28  | سرت                     | Surt                            | 156.389        | 77.660     |
| 29  | صبراته و صرمان          | Sabratha wa-Surman              | 152.521        | 1.370      |
| 32  | يفرن                    | Yafran                          | 117.647        | 9.310      |
|     | طرابلس                  | Tripolitanien                   | 3.642.999      | 272.090    |

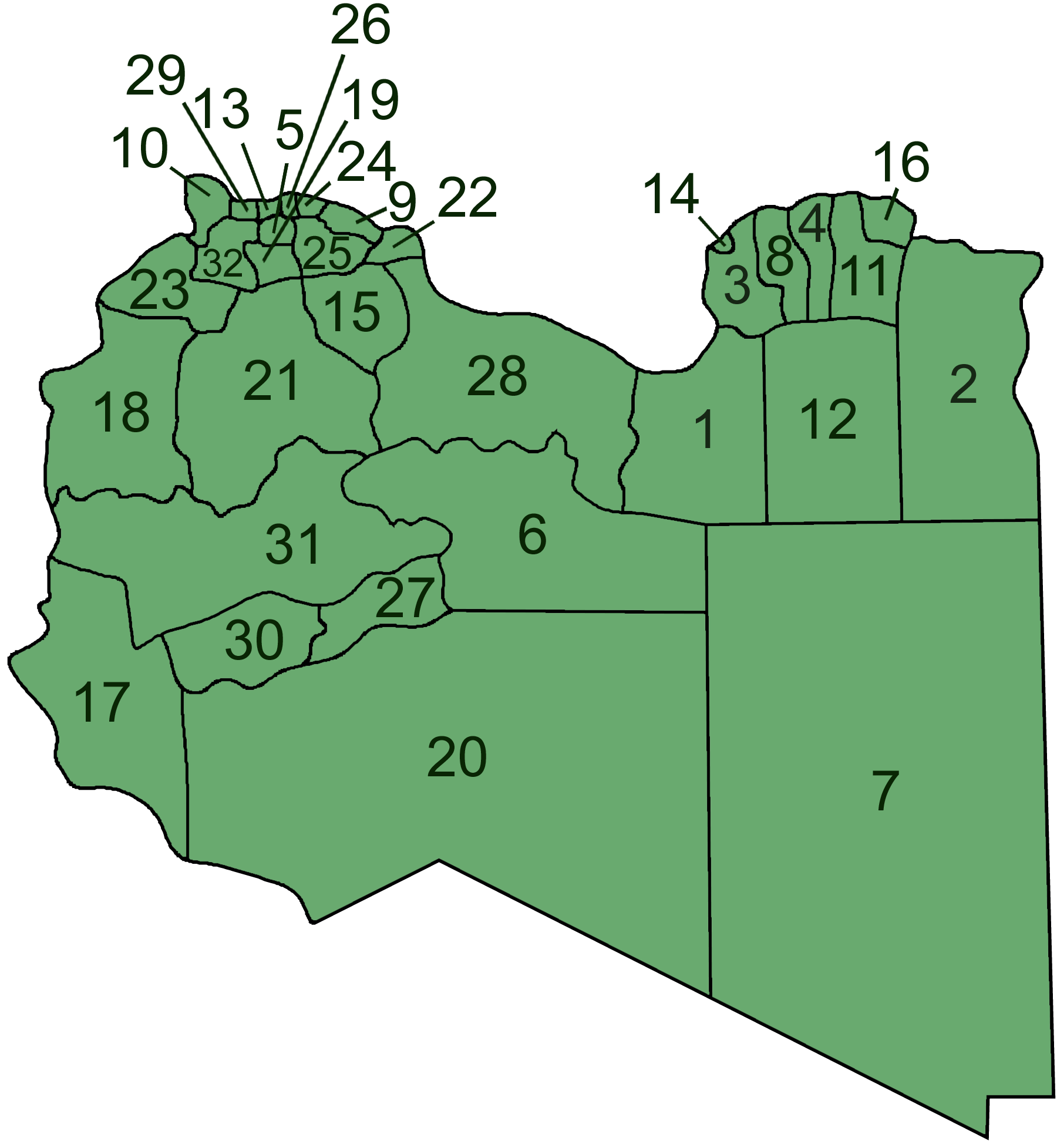
Verwaltungsgliederung in Libyen (2001–2007)

Nach anderen Quellen wird Ghadames zum Fessan gerechnet.

## Bevölkerung
Die Bevölkerung Tripolitaniens besteht hauptsächlich aus Arabern und arabisierten Berbern. Hauptsprache ist das Arabische, daneben sind Berbersprachen in Gebrauch.

## Geschichte

Flagge Tripolitaniens 1771

Ursprünglich wurde Tripolitanien von libyschen Berberstämmen bewohnt. Herodot überlieferte im 5. Jahrhundert v. Chr. die Stämme der Maker, Gindanen und Lotophagen. Im 7. Jahrhundert v. Chr. gründeten die Phönizier die Kolonien Oea, Leptis Magna und Sabrata, die aber bald unter die Kontrolle von Karthago gerieten. Nach dessen Niederlage im Zweiten Punischen Krieg (218–201 v. Chr.) kam das Land 161 v. Chr. unter die Herrschaft Numidiens.

### Tripolitania (römische Provinz)
Unter römischer Herrschaft (seit 46 v. Chr.) erlebten die Städte durch die blühende Landwirtschaft und den Transsaharahandel einen großen wirtschaftlichen und kulturellen Aufschwung. Hinzu kam, dass die Städte von der Kaiserdynastie der Severer, die aus Tripolitanien stammte, Anfang des 3. Jahrhunderts stark ausgebaut wurden. Mit dem Limes Tripolitanus und einem damit initiierten ausgefeilten Grenzschutzprogramm sicherten die Römer das Gebiet nördlich der Sahara vor kriegerischen Einfällen ab. Zudem ließ sich so der „kleine Grenzverkehr“ mit den viehtreibenden Nomaden regulieren. Mit dem Niedergang des Römischen Reichs und der Eroberung der spätrömischen Provinz Tripolitania durch die Vandalen begann der wirtschaftliche Verfall, da der Fernhandel weitgehend zusammenbrach. Von da an war das Land durch die entblößten Grenzen immer wieder den Angriffen der Kamelnomaden schutzlos ausgeliefert. Doch offenbar versuchten auch die Vandalen, ihre Landesgrenzen zu schützen. So dokumentieren Funde beispielsweise eine Weiterexistenz des an den Wüstenrand vorgeschobenen Kastells Gheriat el-Garbia als einen bewohnten Platz über die Vandalenzeit hinaus bis zur Mitte des 6. Jahrhunderts. Nachdem Tripolitanien 535 unter byzantinische Herrschaft geraten war, rückte der Grenzschutz mit dem Ausbau einiger alter Limeskastelle und Sperrwerke wieder vermehrt in den Fokus. Im Jahr 590 richtete die byzantinische Herrschaft mit dem Exarchat von Karthago einen eigenen, relativ selbständigen Verwaltungsdistrikt ein, doch das an allen Fronten durch anhaltende Abwehrkämpfe geschwächte Konstantinopel musste in Tripolitanien 647 vor den Einfällen der islamischen Kämpfer kapitulieren.

### Zeit der islamischen Expansion

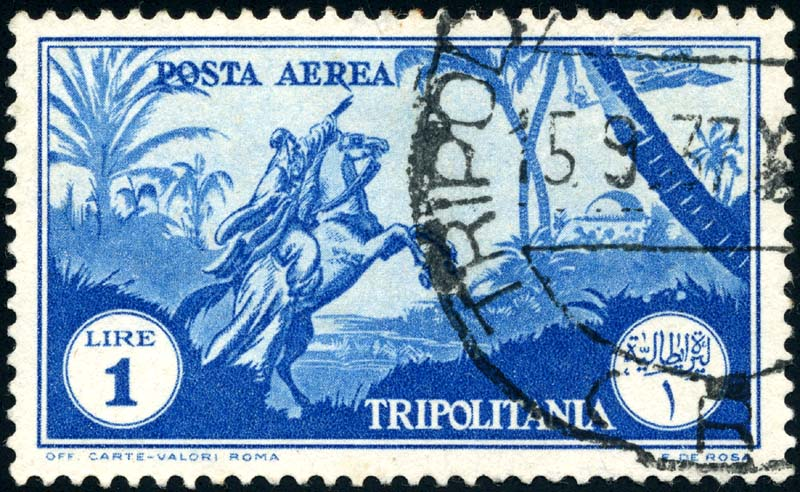
Briefmarke aus der italienischen Kolonialzeit

Die muslimischen Araber erhoben Oea zum neuen Zentrum des Landes, das kurze Zeit später in Tripolis umbenannt wurde. Auch wenn die Küstenstädte von den Muslimen schnell unterworfen werden konnten, dauerte der Widerstand der Berber im Dschabal Nafusa auch unter dem Banner des Islam weiter an, als die Stämme sich unter Abu l-Chattab al-Maafiri den charidschitischen Ibaditen anschlossen. Die Niederlage der Charidschiten führte 772 zur Vernichtung der Malzūza-Berber. Mit der muslimische Besetzung des Landes begann auch eine umfassende kulturelle Transformation Tripolitaniens durch die Arabisierung und Islamisierung. Dazu gehörte, neben dem Untergang der christlichen Kultur, unter anderem auch das Auslöschen der noch für die spätrömische Zeit nachgewiesenen punischen Sprache. Sie wurde mit den anderen Verkehrssprachen durch das Arabische ersetzt, ebenso wie sich viele Araber mit ihrer Kultur in den neueroberten Gebieten niederließen. Tripolitanien wurde Teil von Ifrīqiya und nach dem Niedergang des Abbasidenkalifats von den Aghlabiden (800–909), Fatimiden (909–972), Ziriden (972–1027) und Hafsiden (1229–1510) beherrscht.

### Neuzeit
Nachdem spanische Truppen unter Ferdinand II. 1510 Tripolis besetzt hatten, konnten die Spanier von den Korsaren unter Dragut Pascha erst 1551 mit osmanischer Unterstützung vertrieben werden. Bis zur italienischen Eroberung unterstand das Land der osmanischen Oberhoheit, auch wenn die Dynastie der Qaramanli (1711–1835) weitgehende Unabhängigkeit erringen konnte. Da die Qaramanli die Piraterie förderten, zerstörte eine französische Flotte 1728 Tripolis. Nach der Eroberung Libyens durch Italien im Italienisch-Türkischen Krieg (1911/12) und der Unterdrückung des Widerstands der Stämme wurden in Tripolitanien tausende italienische Kolonisten angesiedelt, die dort die Landwirtschaft aufbauten. Nach Italiens Niederlage im Zweiten Weltkrieg und dem Scheitern des Bevin-Sforza-Plans erlangte Tripolitanien mit der Kyrenaika und Fessan 1951 die Unabhängigkeit. 1963 wurde Tripolitanien als Großprovinz aufgelöst, um die Macht der libyschen Zentralregierung unter König Idris I. zu stärken.